# Карло Регуццоні
Карло Регуццоні (італ. Carlo Reguzzoni; нар. 18 січня 1908, Бусто-Арсіціо, Королівство Італія — пом. 16 грудня 1996, Бусто-Арсіціо, Італія) — італійський футболіст, нападник.

## Спортивна кар'єра
Протягом тривалої ігрової кар'єри захищав кольори двох італійських клубів «Про Патрія» і «Болонья». Всього провів 517 лігових матчів, забив 212 м'ячів. У Серії «А» — 401 матч, 155 голів. Найкращий бомбардир «Болоньї» у Серії «А» — 141 забитий м'яч. Найрезультативніший гравець кубка Мітропи 1934 року (10 голів).
У складі національної збірної Італії провів один офіційний матч, проти команди Румунії 14 квітня 1940 року (перемога 2:1).

## Досягнення
- Чемпіон Італії (4):

«Болонья»: 1936, 1937, 1939, 1941,
- Володар кубка Мітропи (2):

«Болонья»: 1932, 1934
- Переможець міжнародного турніру до всесвітньої виставки у Парижі:

«Болонья»: 1937

## Статистика

### Статистика клубних виступів
| Сезон             | Команда           | Чемпіонат | Чемпіонат | Чемпіонат | Кубок | Кубок | Мітропа | Мітропа |
| Сезон             | Команда           | Ліга      | Ігри      | Голи      | Ігри  | Голи  | Ігри    | Голи    |
| ----------------- | ----------------- | --------- | --------- | --------- | ----- | ----- | ------- | ------- |
| 1927/28           | «Про Патрія»      | Д-1       | 17        | 10        | —     | —     | —       | —       |
| 1928/29           | «Про Патрія»      | Д-1       | 27        | 29        | —     | —     | —       | —       |
| 1929/30           | «Про Патрія»      | А         | 31        | 13        | —     | —     | —       | —       |
| 1930/31           | «Болонья»         | А         | 28        | 18        | —     | —     | —       | —       |
| 1931/32           | «Болонья»         | А         | 28        | 11        | —     | —     | —       | —       |
| 1932/33           | «Болонья»         | А         | 26        | 11        | —     | —     | 4       | 1       |
| 1933/34           | «Болонья»         | А         | 34        | 9         | —     | —     | —       | —       |
| 1934/35           | «Болонья»         | А         | 12        | 3         | —     | —     | 8       | 10      |
| 1935/36           | «Болонья»         | А         | 30        | 2         | 2     | 0     | —       | —       |
| 1936/37           | «Болонья»         | А         | 29        | 13        | 1     | 0     | 2       | 0       |
| 1937/38           | «Болонья»         | А         | 29        | 15        | 3     | 2     | 2       | 1       |
| 1938/39           | «Болонья»         | А         | 30        | 8         | 1     | 0     | —       | —       |
| 1939/40           | «Болонья»         | А         | 27        | 14        | 2     | 0     | 4       | 3       |
| 1940/41           | «Болонья»         | А         | 30        | 17        | 1     | 0     | —       | —       |
| 1941/42           | «Болонья»         | А         | 27        | 11        | 3     | 1     | —       | —       |
| 1942/43           | «Болонья»         | А         | 29        | 9         | 3     | 1     | —       | —       |
| 1944              | «Про Патрія»      | Д-1       | 14        | 3         | —     | —     | —       | —       |
| 1945/46           | «Болонья»         | Д-1       | 18        | 2         | —     | —     | —       | —       |
| 1946/47           | «Про Патрія»      | B         | 40        | 13        | —     | —     | —       | —       |
| 1947/48           | «Про Патрія»      | А         | 11        | 1         | —     | —     | —       | —       |
| Усього за кар'єру | Усього за кар'єру | Д-1       | 477       | 199       | 16    | 4     | 20      | 15      |
| Усього за кар'єру | Усього за кар'єру | Д-2       | 40        | 13        | 16    | 4     | 20      | 15      |

### Статистика виступів у кубку Мітропи
| №                      | Розіграш               | Стадія                 | Дата та місце проведення | Команда 1              | Рахунок                                              | Команда 2         | Голи та інші дії |
| ---------------------- | ---------------------- | ---------------------- | ------------------------ | ---------------------- | ---------------------------------------------------- | ----------------- | ---------------- |
| 1                      | 1932                   | 1/4                    | 10.06.1932, Болонья      | Болонья                | 5:0                                                  | Спарта (Прага)    | 2'               |
| 2                      | 1932                   | 1/4                    | 28.06.1932, Прага        | Спарта (Прага)         | 3:0                                                  | Болонья           |                  |
| 3                      | 1932                   | 1/2                    | 10.07.1932, Болонья      | Болонья                | 2:0 [Архівовано 25 лютого 2021 у Wayback Machine.]   | Ферст Вієнна      |                  |
| 4                      | 1932                   | 1/2                    | 17.07.1932, Відень       | Ферст Вієнна           | 1:0 [Архівовано 25 лютого 2021 у Wayback Machine.]   | Болонья           |                  |
| 5                      | 1934                   | 1/8                    | 17.06.1934, Болонья      | Болонья                | 2:0 [Архівовано 5 травня 2021 у Wayback Machine.]    | Бочкаї (Дебрецен) | 3'               |
| 6                      | 1934                   | 1/8                    | 24.06.1934, Будапешт     | Бочкаї (Дебрецен)      | 2:1 [Архівовано 5 травня 2021 у Wayback Machine.]    | Болонья           | 49'              |
| 7                      | 1934                   | 1/4                    | 1.07.1934, Болонья       | Болонья                | 6:1 [Архівовано 25 лютого 2021 у Wayback Machine.]   | Рапід (Відень)    | 50' 87'          |
| 8                      | 1934                   | 1/4                    | 8.07.1934, Відень        | Рапід (Відень)         | 4:1 [Архівовано 25 лютого 2021 у Wayback Machine.]   | Болонья           | 41'              |
| 9                      | 1934                   | 1/2                    | 15.07.1934, Будапешт     | Ференцварош            | 1:1 [Архівовано 5 травня 2021 у Wayback Machine.]    | Болонья           |                  |
| 10                     | 1934                   | 1/2                    | 22.07.1934, Болонья      | Болонья                | 5:1 [Архівовано 5 травня 2021 у Wayback Machine.]    | Ференцварош       | 66'              |
| 11                     | 1934                   | Фінал                  | 5.09.1934, Відень        | Адміра (Відень)        | 3:2 [Архівовано 25 лютого 2021 у Wayback Machine.]   | Болонья           | 25'              |
| 12                     | 1934                   | Фінал                  | 9.09.1934, Болонья       | Болонья                | 5:1 [Архівовано 25 лютого 2021 у Wayback Machine.]   | Адміра (Відень)   | 34' 39' 87'      |
| 13                     | 1936                   | 1/8                    | 21.06.1936, Болонья      | Болонья                | 2:1 [Архівовано 5 листопада 2020 у Wayback Machine.] | Аустрія (Відень)  |                  |
| 14                     | 1936                   | 1/8                    | 28.06.1936, Відень       | Аустрія (Відень)       | 4:0 [Архівовано 25 лютого 2021 у Wayback Machine.]   | Болонья           |                  |
| 15                     | 1937                   | 1/8                    | 13.06.1937, Болонья      | Болонья                | 1:2 [Архівовано 25 лютого 2021 у Wayback Machine.]   | Аустрія (Відень)  | 35'              |
| 16                     | 1937                   | 1/8                    | 25.06.1937, Відень       | Аустрія (Відень)       | 5:1 [Архівовано 5 листопада 2020 у Wayback Machine.] | Болонья           |                  |
| 17                     | 1939                   | 1/4                    | 18.06.1939, Бухарест     | Венус (Бухарест)       | 1:0                                                  | Болонья           |                  |
| 18                     | 1939                   | 1/4                    | 25.06.1939, Болонья      | Болонья                | 5:0                                                  | Венус (Бухарест)  | 68' 75' 88'      |
| 19                     | 1939                   | 1/2                    | 9.07.1939, Болонья       | Болонья                | 3:1 [Архівовано 7 квітня 2020 у Wayback Machine.]    | Ференцварош       |                  |
| 20                     | 1939                   | 1/2                    | 16.07.1939, Будапешт     | Ференцварош            | 4:1 [Архівовано 7 квітня 2020 у Wayback Machine.]    | Болонья           |                  |
| Всього в кубку Мітропи | Всього в кубку Мітропи | Всього в кубку Мітропи | Всього в кубку Мітропи   | Всього в кубку Мітропи | 20                                                   |                   | 15               |